# Zhangzhou
|  | No s'ha de confondre amb Zhengzhou. |

Zhangzhou (en xinès: 漳州) romanitzada alternativament com a Changchow, és una ciutat a nivell de prefectura a la província de Fujian, a la República Popular de la Xina. La prefectura al voltant de la ciutat comprèn l'angle sud-est de la província, enfront de l'estret de Taiwan i envoltant la prefectura de Xiamen. Segons el cens de 2020, tenia 5.054.328 habitants. Juntament amb les 2.120.178 persones del centre de Xiamen, els seus districtes urbans de Xiangcheng, Longwen, Longhai i Changtai formen una única àrea metropolitana de 7.284.148 persones (2020).

## Història
Segons Odoric de Pordenone, Zhangzhou era una ciutat pròspera dues vegades la grandària de Bolonya.
Durant els primers Qing, Zhangzhou va ser el principal port de Fujian que comerciava amb Macau (portuguès) i Manila (espanyola). Durant un temps, els portuguesos van mantenir una colònia a la ciutat.
Al final de la dinastia Qing, Zhangzhou va romandre un centre de producció de seda, maó i sucre amb prop d'un milió de persones i un extens comerç interior i marítim. La muralla de la ciutat tenia una circumferència d'uns 7,2 km, però incloïa una bona part de terreny obert i terres de cultiu. Els seus carrers estaven empedrats amb granit però mal conservats. El pont de 240 m a través del riu Jiulong consistia en taulons de fusta col·locats entre 25 munts de pedres a intervals aproximadament iguals. El port de Xiamen, a una illa a la desembocadura del Jiulong, va funcionar principalment com a centre comercial per als productes i mercaderies de Zhangzhou i el seu interior; tots dos van patir econòmicament quan les plantacions de te índies van augmentar la demanda de te de Fujian a finals del segle xix.
L'antiga ciutat de Zhangzhou (actual districte de Xiangcheng) va ser ocupada l'abril i maig de 1932 per una columna de guerrillers comunistes sota Mao Zedong. A causa de la presència de canoneres occidentals a la badia de Xiamen, els enviaments d'armes de la Unió Soviètica no van poder pujar pel riu Jiulong fins a les forces de Mao i les principals bases comunistes. En descobrir-ho, Mao es va retirar de la ciutat, segons alguns relats, amb un botí substancial.

## Geografia
Zhangzhou pròpiament dita es troba a la vora del riu Jiulong, al sud de Fujian, a uns 56 km del centre de Xiamen, el nucli urbà del qual ha crescut fins a formar una sola àrea urbanitzada. La prefectura de Zhangzhou comprèn el sud-est de la província, al voltant de Xiamen. La prefectura de Quanzhou es troba al nord-est, Longyan al nord-oest i Shantou a Guangdong al sud-oest.

### Clima
Zhangzhou té un clima subtropical humit influït pel monsó (Köppen Cfa), amb hiverns suaus a càlids i estius llargs, molt calorosos i humits. La temperatura mitjana mensual oscil·la entre els 13,2 °C al gener i els 28,8 °C al juliol, i la mitjana anual és de 21,3 °C. El període lliure de gelades dura 330 dies.

## Administració
La ciutat-prefectura de Zhangzhou administra 4 districtes urbans i 7 comtats:
1. Districte de Xiangcheng (芗城区)
2. Districte de Longwen (龙文区)
3. Districte de Longhai (龙海区)
4. Districte de Changtai (长泰区)
5. Comtat de Dongshan (东山县)
6. Comtat de Hua'an (华安县)
7. Comtat de Nanjing (南靖县)
8. Comtat de Pinghe (平和县)
9. Comtat de Yunxiao (云霄县)
10. Comtat de Zhangpu (漳浦县)
11. Comtat de Zhao'an (诏安县)

| Mapa |
| --- |
| Xiangcheng Longwen Longhai Changtai Comtat de · Yunxiao Comtat de · Zhangpu Comtat de · Zhao'an Comtat de · Dongshan Comtat de · Nanjing Comtat de · Pinghe Comtat de · Hua'an Illa de Dongding · Nota: el comtat de Kinmen (Taiwan) · es reclamat per la RPX. |